# Afrikaans-Wikipedia
Die Afrikaans-Wikipedia (Afrikaanse Wikipedia) ist die Wikipedia in der Sprache Afrikaans. Sie gehört zu den größeren Wikipedias der indogermanischen Sprachen und auch der afrikanischen Sprachen insgesamt. Die Afrikaans-Wikipedia wird vor allem von Menschen aus Südafrika und Namibia bearbeitet und gelesen.
Die Afrikaans-Wikipedia wurde am 16. November 2001 gegründet, womit sie die elfte Sprachversion der Wikipedia wurde. Die Marke von 1000 Artikeln wurde im Juni 2004 erreicht und der 5000. Artikel folgte im März 2006. Damit war sie eine der Sprachversionen Afrikas, die frühes Wachstum zeigte. Zwei Jahre später folgte der 10.000. Artikel. Im November 2009 wurde die Startseite der Afrikaans-Wikipedia überarbeitet und erhielt eine neue Oberflächengestaltung.
Im Juni 2012 war sie nach der Swahili-Wikipedia die zweitgrößte Wikipedia innerhalb der afrikanischen Sprachen. Am 27. November 2012 wurde der 25.000 Artikel erstellt, am 15. Juni 2018 der 50.000. Artikel und am 8. September 2021 der 100.000 Artikel.
Am 16. November 2022 wurde der Geburtstag der Afrikaans-Wikipedia in den Büros der Suid-Afrikaanse Akademie vir Wetenskap en Kuns in Pretoria gefeiert. Die Akademie wurde bei den Feierlichkeiten das „physische Zuhause“ der Afrikaans-Wikipedia, als Anne-Marie Beukes, Geschäftsführerin der Akademie und Deon Steyn, Direktor der Afrikaans-Wikipedia ein Namensschild mit der Aufschrift Die Suid-Afrikaanse Akademie vir Wetenskap en Kuns is die trotse tuiste van die Afrikaanse Wikipedia („die Suid-Afrikaanse Akademie vir Wetenskap en Kuns ist das stolze Zuhause der Afrikaans-Wikipedia“).

## Meilensteine
- 16. November 2001: Erstellung der Afrikaans-Wikipedia
- 29. Juni 2004: 1000 Artikel
- 24. März 2006: 5000 Artikel
- 15. Juni 2008: 10.000 Artikel
- 27. November 2012: 25.000 Artikel
- 15. Juni 2018: 50.000 Artikel
- 8. September 2021: 100.000 Artikel

## Artikelwachstum

Statistiken der Afrikaans-Wikipedia zum 36.000. Artikel im Juli 2015

Artikelwachstum der Afrikaans-Wikipedia

| Artikelanzahl  | Datum              |
| -------------- | ------------------ |
| Erster Artikel | November 2001      |
| 100            | April 2003         |
| 500            | November 2003      |
| 1.000          | Januar 2004        |
| 2.500          | März 2004          |
| 5.000          | März 2006          |
| 9.000          | 29. Dezember 2007  |
| 10.000         | Juni 2008          |
| 15.000         | 7. Mai 2010        |
| 20.000         | 11. November 2011  |
| 25.000         | 27. November 2012  |
| 28.000         | 7. August 2013     |
| 30.000         | 21. Januar 2014    |
| 31.000         | 14. April 2014     |
| 32.000         | 5. Juli 2014       |
| 33.000         | 14. September 2014 |
| 34.000         | 4. Januar 2015     |
| 35.000         | 5. April 2015      |
| 36.000         | 16. Juli 2015      |
| 37.000         | 13. September 2015 |
| 38.000         | 17. Dezember 2015  |
| 39.000         | 28. Februar 2016   |
| 40.000         | 5. Mai 2016        |
| 41.000         | 8. August 2016     |
| 42.000         | 14. Oktober 2016   |
| 43.000         | 14. Dezember 2016  |
| 44.000         | 5. März 2017       |
| 45.000         | 28. Mai 2017       |
| 46.000         | 17. Juli 2017      |
| 47.000         | 20. September 2017 |
| 48.000         | 18. Dezember 2017  |
| 49.000         | 28. Februar 2018   |
| 50.000         | 15. Juni 2018      |
| 55.000         | 30. August 2018    |
| 60.000         | 24. September 2018 |
| 65.000         | 5. November 2018   |
| 70.000         | 6. Februar 2019    |
| 75.000         | 10. März 2019      |
| 80.000         | 1. Juni 2019       |
| 85.000         | 11. Oktober 2019   |
| 90.000         | 21. April 2020     |
| 95.000         | 27. November 2020  |
| 100.000        | 8. September 2021  |
| 101.000        | 15. November 2021  |
| 102.000        | 11. Februar 2022   |
| 103.000        | 29. April 2022     |
| 104.000        | 23. Juli 2022      |
| 105.000        | 19. Oktober 2022   |
| 106.000        | 3. Dezember 2022   |
| 107.000        | 14. März 2023      |
| 108.000        | 13. Mai 2023       |
| 109.000        | 14. Juli 2023      |
| 110.000        | 13. August 2023    |
| 111.000        | 8. September 2023  |
| 112.000        | 18. Oktober 2023   |
| 113.000        | 27. November 2023  |